# L'Union Parfaite
L'Union Parfaite je bila prostozidarska loža, ki je bila ustanovljena leta 1772 v Varaždinu, ki je bilo v tistem času središče Banske Hrvaške.
Leta 1774 se je preimenovala v Libertas. Loža je bila ukinjena leta 1795 s prepovedjo prostozidarstva.